# Tetraleurodes monnioti
Tetraleurodes monnioti là một loài côn trùng cánh nửa trong họ Aleyrodidae, phân họ Aleyrodinae.
Tetraleurodes monnioti được Cohic miêu tả khoa học đầu tiên năm 1968.